# Westerdeel-Langewold
Westerdeel-Langewold is een voormalig waterschap in de Nederlandse provincie Groningen.
Het schap lag ten zuiden van Grootegast en was het gevolg van het samengaan van de Zuidpolder en de Polmapolder. Het was begrensd door de N980 in het westen en het noorden, het Langs- of Wolddiep in het oosten en de Leidijk in het zuiden (met uitzondering van een gedeelte ten zuiden van Sebaldeburen).
Het gemaal stond en staat bij de T-splitsing van de wegen De Tenten en Zandbalk en sloeg uit op de Grootegastemertocht. Het gebied wordt sinds 2000 grotendeels beheerd door het Wetterskip Fryslân. Een klein, zuidelijk deel valt onder Noorderzijlvest.

## Naam
De naam verwijst naar het Westerdeel van het Langewold waar het schap grotendeels mee overeenkomt.